# 주간고속도로 제27호선
주간고속도로 제27호선(영어: Interstate 27, I-27)은 미국 남부 텍사스주 러벅(Lubbock)과 텍사스주 애머릴로(Amarillo)를 연결하는 총 연장 199.77km의 고속도로이다. 27호선의 전구간은 늘어나는 교통량을 대비해 텍사스 주립 고속도로 제87호선을 개조해 주간고속도로로 승격시켰기 때문에 87호선과 노선을 공유한다.